# Apur
Apur is een bestuurslaag in het regentschap Rejang Lebong van de provincie Bengkulu, Indonesië. Apur telt 2234 inwoners (volkstelling 2010).